# Coordinadora d'Assemblees de Joves de l'Esquerra Independentista
La Coordinadora d'Assemblees de Joves de l'Esquerra Independentista (CAJEI) fou una organització juvenil independentista i d'esquerres dels Països Catalans. Es creà el 2002 a partir d'assemblees de joves provinents de la Plataforma per la Unitat d'Acció, dissolta el 2000. L'any 2012 es fusionà amb Maulets per crear Arran.

## Història

### Fundació
El juliol del 2000 la Plataforma per la Unitat d'Acció (PUA) es dissolgué per formar Endavant. Els militants més joves de la PUA decidiren no integrar-s'hi i impulsaren diverses assemblees de joves. Malgrat que inicialment no tinguessin cap estructura nacional, al final del 2001 començaren a fer-se les primeres trobades entre diferents assemblees locals, d'on en sortí la Coordinadora de Joves de l'Esquerra Independentista. A l'assemblea del 30 de novembre del 2002 celebrada al Casal Popular Onze de Setembre de Sant Andreu de Palomar s'aprovà el canvi de denominació a Coordinadora d'Assemblees de Joves de l'Esquerra Independentista (CAJEI).
Abans de la creació de la CAJEI, l'única organització de joves de l'Esquerra Independentista era Maulets, el jovent independentista revolucionari. El sector provinent de la PUA decidí impulsar la CAJEI per les discrepàncies que tenia amb Maulets. Primerament, consideraven que la definició de «jovent revolucionari» que tenia Maulets era massa ambigua. Per contra, la CAJEI es definí com a socialista i n'adoptà els símbols, com la bandera vermella o La Internacional. Una altra discrepància era sobre el tractament que s'havia de donar als presos polítics catalans que eren militants d'ETA. Tant Maulets com l'MDT consideraven que eren militants bascos i, per tant, la seva defensa no era prioritària. En canvi, tant la CAJEI com Endavant defensaven que s'havien de reconèixer i defensar. El sector provinent de la PUA també veia Maulets com a excessivament possibilista, hereva de les organitzacions que havien portat l'Esquerra Independentista a la marginalitat i massa allunyada de les noves lluites com els moviments antiglobalització, ocupa i antifeixista. Finalment, la CAJEI i Maulets també tenien diferències organitzatives. D'una banda, la CAJEI era més descentralitzada que Maulets: considerava important l'autonomia local i els militants no tenien obligacions a escala nacional. I d'altra banda, a diferència de Maulets, la CAJEI no tenia un període de premilitància pels nous militants i sí que tenia una edat màxima, per potenciar el dinamisme i el relleu generacional.
Quan la Coordinadora tot just estava en procés de formació, tres militants de l'Assemblea de Joves de Gràcia (AJG) foren detinguts, en l'inici del cas que fou conegut com «els Tres de Gràcia». Entre el 13 i el 15 d'abril de 2002, la Policia Nacional espanyola detingué vuit joves d'entre 14 i 19 anys, tres dels quals de l'AJG, en una ràtzia contra un suposat grup que havia comès sabotatges contra caixers automàtics. L'acusació contra els tres militants de l'AJG fou obtinguda a partir de la declaració d'un detingut sotmès a coaccions i amenaces durant l'interrogatori. S'escorcollà el Casal Popular de Gràcia, ocupat per l'AJG, i es portaren els tres detinguts a la Prefectura Superior de Policia de Catalunya, on foren maltractats per intentar que s'inculpessin i donessin dades d'altres militants. Després passaren a disposició judicial i sortiren en llibertat amb càrrecs. El procés judicial a l'Audiència Nacional espanyola s'allargà fins a l'abril del 2006, quan el jutge dictà el sobreseïment del cas per falta de proves a petició del fiscal.

### Creixement
Les primeres campanyes que impulsà la CAJEI foren per un habitatge digne i contra la precarietat laboral. L'Onze de Setembre de 2003 s'adherí a l'acte de record a Gustau Muñoz, que organitzaven familiars i excompanys seus al carrer de Ferran al matí. Aquest acte s'ha anat consolidant i se celebra cada any. Durant aquests primers mesos, la CAJEI havia anat augmentant el nombre d'assemblees locals fins a arribar a la quinzena. Per solidificar l'organització, el desembre se celebrà una primera Assemblea General a Sant Pere de Ribes. Es crearen quatre nuclis territorials (Barcelonès, Vallès, Baix Llobregat i Penedès); s'hi incorporaren tres nuclis locals valencians; es crearen diversos grups de treball i comissions estables, com les d'economia, formació, relacions polítiques i disseny de propaganda; i es decidí impulsar com a màxim dues campanyes nacionals a l'any i assumir com a pròpies les campanyes de la Coordinadora de l'Esquerra Independentista, sorgida del Procés de Vinaròs.
El gener de 2005 se celebrà la ii Assemblea Nacional a Capellades. En aquest any entre assemblees nacionals, la CAJEI havia crescut fins a la vintena de nuclis locals i s'havien consolidat els valencians. Per això, se substituí el model de quatre nuclis territorials per diverses assemblees comarcals o intercomarcals i dues meses territorials, una per Catalunya i una altra pel País Valencià. L'Onze de Setembre de 2005 la CAJEI convocà al Fossar de les Moreres amb el lema «Al Fossar de les Moreres no hi parla cap traïdor», que ja havia utilitzat la PUA antigament. El lema era en referència a Esquerra Republicana de Catalunya (ERC), que formava part del primer tripartit, cosa que la CAJEI considerava oportunista i al servei de l'Estat Espanyol. L'ofrena floral al Fossar acabà amb dos ferits de la CAJEI i un ferit de les JERC, a causa d'empentes i cops entre militants de les dues organitzacions quan les JERC provaren d'accedir al Fossar. Una fotografia d'un dels ferits ensangonat sortí a la portada d'alguns diaris i el president de la Generalitat, Pasqual Maragall, ordenà investigar els fets. El 25 d'abril de 2006 convocà una manifestació juvenil a Aldaia al matí, que s'aniria repetint cada any en una localitat diferent, com a manifestació prèvia a la manifestació unitària de la tarda. Durant aquell any la CAJEI creixé fins a la trentena de nuclis i participà activament en campanyes unitàries com la Campanya Unitària per l'Autodeterminació o «Diguem NO a la Constitució europea». L'octubre del 2006, hi hagué una manifestació contra l'especulació urbanística al Forat de la Vergonya. Un militant de l'Assemblea de Joves de l'Eixample Nord anomenat Jona fou acusat de danys, desordres i atemptat contra l'autoritat. L'Ajuntament de Barcelona s'hi personà com a acusació particular i li demanava vuit anys de presó. Després de sis anys de procés judicial, fou absolt.
El desembre de 2006 se celebrà la iii Assemblea Nacional. Un dels debats més rellevants fou sobre la lluita contra el patriarcat. S'aprovà l'ús de l'anomenat llenguatge no sexista i es creà una Comissió contra el Patriarcat, que organitzà la campanya «Allò personal és polític». A partir de llavors la CAJEI arribà a la seva màxima expansió, amb una quarantena de nuclis locals d'una vintena de comarques diferents i amb mig miler de militants. Els nuclis es repartien entre Catalunya i el País Valencià, amb una densitat elevada a Barcelona, d'on eren gairebé un terç dels nuclis. Malgrat haver trencat l'hegemonia que tenia Maulets al País Valencià i haver-hi arribat a tenir una desena de nuclis, no aconseguiren que fossin gaire estables. Entre el 2007 i el 2008 la CAJEI portà a terme la campanya «Subversió per la Llibertat» en la qual es retiraren un miler de símbols franquistes d'edificis i la campanya «Ni destrucció ni especulació. El jovent defensem el territori» en la qual s'ocuparen diversos espais. Durant la jornada de lluita d'aquesta segona campanya s'ocuparen vuit edificis de l'Horta Sud, Badalona, el Clot, la Costera, el Poblenou, Sant Andreu, Sarrià i Caldes; i en les setmanes anteriors ja se n'havien ocupat a Lleida, Gràcia, Sants i Tarragona. La participació de la CAJEI en el moviment okupa normalitzà aquest moviment allà on encara no hi havia cases ocupades o eren ocupades per organitzacions llunyanes a l'Esquerra Independentista. L'Onze de Setembre de 2008 se celebrà una manifestació a Lleida en contra de la remodelació del Convent del Roser en un hotel. Un militant de l'Assemblea de Joves de Lleida anomenat Gerard fou acusat d'atemptat contra l'autoritat. Li demanaven entre dos i sis anys de presó, però finalment només fou condemnat a pagar una multa de 60 euros.

### Confluència amb Maulets
A la iv Assemblea Nacional, celebrada el desembre de 2008 a Vilafranca del Penedès, la CAJEI es definí com a feminista, posant aquesta lluita al mateix nivell que la independència i el socialisme. La campanya «Allò personal és polític» es reedità i se substituí el concepte de «lluita contra el patriarcat» pel de «feminisme». En aquesta assemblea nacional també es respongué al document que Maulets havia enviat a la CAJEI sobre una possible confluència. D’ençà de la fundació de la CAJEI, s'havia considerat periòdicament la unitat de les organitzacions juvenils de l'Esquerra Independentista. Ja a la primera Assemblea General, l'Assemblea de Joves de Gràcia havia proposat assumir com a objectiu aquesta unitat. A la ii Assemblea Nacional, s'havia aprovat com a objectiu tàctic la integració en una organització juvenil unitària que tingués els objectius estratègics de la CAJEI, malgrat que encara no es veia possible unitat perquè la CAJEI no estava en condicions de negociar en igualtat amb Maulets i, per tant, calia enfortir primer la CAJEI. A la iii Assemblea Nacional s'aprovà començar a treballar amb Maulets, cosa que es concretà en manifestacions conjuntes com la del 12 d'octubre de 2007 a Lleida, la campanya «300 anys d'ocupació, 300 anys de resistència» o campanyes de la Coordinadora Nacional de l'Esquerra Independentista. Aquest acostament progressiu, doncs, desembocà en el document que Maulets envià a la CAJEI per la iv Assemblea Nacional, que comportà l'inici de les trobades del procés de confluència. A part del treball conjunt que havien fet CAJEI i Maulets, un altre factor que facilità la unitat fou que s'havien alleugerit les discrepàncies que havien motivat la fundació de la CAJEI. D'una banda, Maulets s'havia definit com a socialista a l'Assemblea Nacional celebrada el novembre del 2006 i, d'altra banda, s'havien anat alliberant alguns presos catalans d'ETA i, per tant, havia disminuït la importància del debat sobre com tractar-los. També havien guanyat importància organitzacions com la CUP, el SEPC o Alerta Solidària, on militants de les dues organitzacions coincidien.
Un dels conflictes que sorgiren durant el procés de confluència fou la creació de nous nuclis allà on l'altra organització ja en tenia. Per exemple, la CAJEI en creà a Benimaclet i a València i Maulets al Barcelonès. Malgrat aquests casos, el procés de confluència continuà i l'estiu del 2009 l'Assemblea de Joves de Manresa i el nucli local de Maulets decidiren fusionar-se en l'anomenat Jovent de l'Esquerra Independentista de Manresa, que es presentà el gener del 2010. El 2011 a Llíria, la manifestació del 25 d'abril que organitzava cada any la CAJEI fou organitzada per les dues organitzacions amb el lema «Pobles i comarques cap a la Unitat Popular». I al maig, se celebrà una trobada a Reus on s'aprovà l'anomenada «Declaració de Reus» on Maulets i la CAJEI es comprometien a confluir. Tant en aquesta trobada com en les següents, també hi participaren diversos col·lectius locals de joves que volien unir-se a la futura organització. Algun dels primers acords establien que a escala nacional l'única bandera que s'utilitzaria seria l'estelada vermella, i no la bandera vermella, negra o lila. D'altres símbols que es podien utilitzar eren la silueta dels Països Catalans, el símbol de la dona, el sol ecologista, el símbol ocupa o el símbol internacionalista; però no la falç i el martell, la A anarquista o cap estel, mentre no es discutís més endavant. A escala local, però, cada nucli tenia autonomia per continuar utilitzant els símbols que cregués. El 2011 la CAJEI portà a terme la seva última campanya nacional, anomenada «Orgull juvenil», on es treballà amb organitzacions de joves no polítiques com casals, esplais, agrupaments escoltes o organitzacions de cultura popular.
El 30 de juny i el 1r de juliol de 2012 se celebrà a Capellades l'Assemblea Nacional Constituent de la nova organització. Hi assistiren uns 400 militants d'una seixantena de nuclis. Malgrat que alguns militants havien defensat que la nova organització conservés el nom de Maulets, la majoria optaren per un nom nou. Així doncs, en aquell cap de setmana es dissolgué la CAJEI i es fundà Arran. A la nova organització també s'hi integraren nuclis locals independents com l'Assemblea de Joves de Terrassa, la de Sant Sadurní i la d'Horta, o l'Associació de Joves Pinyol Vermell de Sa Pobla. En total, en el moment de la fundació, Arran comptava amb més de 600 militants repartits en una seixantena de nuclis locals de 36 comarques diferents. Finalment, es presentà públicament a l'aplec de joves del Rebrot, celebrat el 14 de juliol a Berga.